# Paracobitis smithi
Paracobitis smithi es una especie de peces de la familia Balitoridae en el orden de los Cypriniformes.

## Distribución geográfica
Se encuentra en las montañas Zagros (Irán).

## Hábitat
Es un pez de agua dulce.